# بن سس
بنجامین ئی سَس (انگلیسی: Benjamin Eric "Ben" Sasse؛ زادهٔ ۲۲ فوریهٔ ۱۹۷۲) سناتورجمهوریخواه ایالات متحده آمریکا از نبراسکا است.
او با پیروزی در انتخابات سنای ایالات متحده، ۲۰۱۴ در نبراسکا به سنا راه یافت. او از سال ۲۰۱۰ ریاست دانشگاه میدلند را برعهده داشته‌است.
سس لیسانس حکومت را از دانشگاه هاروارد، و فوق لیسانس و دکترای خود را از دانشکدهٔ تاریخ دانشگاه ییل دریافت کرده‌است.